# Antxón Urrosolo
Antxón Urrosolo Muñoz (Éibar, 1954), también conocido como Antxón Urrusolo, es un periodista español que ha desarrollado su trayectoria profesional como tertuliano, escritor y presentador de televisión.

## Biografía
Antxón Urrosolo nació en Éibar en 1954. Es licenciado en Ciencias de la Información por la Universidad Complutense de Madrid (1977). Inició su actividad profesional en el diario El Correo Español-El Pueblo Vasco, siendo corresponsal local de Éibar durante 10 años. 
En el medio televisivo se estrenó en el centro regional de Televisión Española del País Vasco con el programa Saski Naski (1986). Después vino el programa Detrás del Sirimiri (1987) emitido en ETB 2, canal en castellano del grupo público vasco EITB, por el que obtuvo un premio TP en 1988. A partir de los años 90 sus programas se caracterizaron por la utilización del directo y el formato de debate sobre asuntos polémicos. El programa Rifi Rafe de ETB 2, fue líder de audiencia de la cadena vasca durante varios años, lo que le impulsó a realizar el mismo programa para Telemadrid.

"No soy el moderador de un debate, soy un agitador. La primera parte es nuestra parcela de libertad para hacer televisión sin corsés, a nuestro libre albedrío. La televisión no es un lugar para la reflexión. Sin huir del rigor, debe tener su dosis de espectáculo: hay que mover pasiones."
Antxon Urrosolo (Diario El País, 1993) 

Antxon Urrosolo está considerado como uno de los míticos presentadores de las cadenas autonómicas.
Tras su salida de EITB en 1995 dirigió y presentó en La 1 de Televisión Española el late show televisivo Nadie es perfecto (1995). 
Tras dejar Televisión Española Urrosolo presentó el programa Aquí se debate en Canal Sur
Regresó a ETB donde dirigió y presentó "El tiempo lo Dirá" y un programa basado en filmaciones de cine de 8mm y super 8 mm rodadas por aficionados"(Recuerda, Viaje al País de los Recuerdos")
En la temporada 2000-2001 condujo el programa Cien por cien vascos info show de ETB 2r ealizado en directo desde el Palacio Euskalduna de Bilbao , 
y en el año 2001 dirigió y presentó durante doce emisiones el programa de Telecinco Moros y cristianos, en el que entre otros figuraba como invitado el Padre Apeles.
Antxón Urrusolo también ha dirigido documentales como Gregorio Ordoñez: El silencio roto (2002) dedicado al político vasco asesinado por ETA.
En 2006 obtuvo el premio al mejor documental y la mejor dirección en el Festival de Cine Industrial de Gijón por el documental, producido por Televisión Española, Vida y muerte: resurrección de un tren. El hullero cabalga de nuevo (2005) sobre el ferrocarril de la Robla.
En el capítulo documentales cabe destacar la serie de  13 capítulos sobre Patrimonio Industrial del País Vasco para ETB2, titulada "El Sudor de nuestra frente" y, asimismo, la serie sobre personajes vascos y  sus recuerdos "Déjame que te cuente"
Es autor, asimismo de una entrevista documental con el escritor Ken Follett.
En 2007 el FESTIVAL DE CINE de San Sebastián estrenó su documental "Cigarreras", sobre las 700 mujeres que trabajaron en la fábrica Tabacalera de San Sebastián y la reivindicación de sus derechos y memoria.

En el año 2004 comenzó a colaborar junto al dibujante Juan Carlos Eguillor en el diario El País, firmando hasta el 2008 la sección semanal "Contrato con el dibujante". 
En 2008 colaboró como tertuliano en el programa de Antena 3 360 grados. 
Como escritor publicó La cocina del monasterio (2009) en la editorial Plaza & Janés.
Fue creador de la primera Escuela de Guionistas del País Vasco.
En 2010 volvió a ETB2 con su formato debate-actualidad con el programa  diario vespertino Aspaldiko sustituyendo al exitoso programa Pásalo.
También formó parte desde 2007 de la tertulia política del programa radiofónico Herrera en la onda, de Onda Cero, dirigida y presentada por Carlos Herrera.